# Pleine-Selve (Aisne)
Pleine-Selve é uma comuna francesa na região administrativa de Altos da França, no departamento de Aisne. Estende-se por uma área de 6,05 km². Em 2010 a comuna tinha 187 habitantes (densidade: 30,9 hab./km²).